# Yargelis Savigne
Yargelis Savigne Herrera (Niceto Pérez, 1984. november 13. –) világbajnok kubai hármasugró.
Három érmet jegyez a szabadtéri világbajnokságról. 2005-ben a jamaicai Trecia-Kaye Smith mögött lett második. 2007-ben az oszakai világbajnokságon új egyéni rekorddal, tizenöt méter huszonnyolc centiméterrel lett aranyérmes. A 2009-es berlini világbajnokságon megvédte címét, miután a döntőben harmincnégy centiméterrel teljesített jobb ugrást mint honfitársa, a végül második Mabel Gay.

## Egyéni legjobbja
Szabadtéri
- Távolugrás - 6,77 méter
- Hármasugrás - 15,28 méter

Fedett
- Távolugrás - 6,79 méter
- Hármasugrás - 15,05 méter